# Bamako
Bamako je glavni i najveći grad države Mali s oko 4,2 milijuna stanovnika. Trenutačno se procjenjuje da ima najbrži rast stanovništva u Africi i šesti najbrži na svijetu. Nalazi se u južnom dijelu države, na lijevoj obali rijeke Niger.
Važnije gospodarske aktivnost su proizvodnja duhana, sisala i ulja, prehrambena, metalna i tekstilna industrija; rezbarstvo u drvu i slonovoj kosti. Grad ima željezničku vezu s lukom Dakar te zračnu luku.
Važnije znamenitosti Bamakoa koji je kulturno i gospodarsko središte države su između ostalih i Ružičasta tržnica, Nacionalni muzej Malija, Predsjednička palača i druga vladina zdanja, Nacionalna knjižnica, Velika džamija i BCEAO Tower.

## Povijest
Područje grada kontinuirano je nastanjeno još od paleolitika, više od 150.000 godina. Rani stanovnici trguju zlatom, bjelokosti i solju U 11. stoljeću Gansko carstvo je postalo prvo koje je dominiralo na ovom području. Bamako je postao jedan od glavnih tržišnih gradova, te centar za islamske učenjake s uspostavom dvaju sveučilišta i brojnih džamija u srednjem vijeku.
Do kraja 19. stoljeća Francuzi dominiraju velikim dijelom zapadne Afrike, te 1883. godine današnji Mali postaje dio kolonije Francuski Sudan, čiji je Bamako glavni grad. Uzgoj pamuka i riže bio je potican kroz velike projekte navodnjavanja i novom željeznicom prema Dakaru na atlantskoj obali. Mali je zatim pripojen Francuskoj Zapadnoj Africi, a federacija je trajala od 1895. do 1959. godine.
Mali je stekao nezavisnost od Francuske u travnju 1960., te je osnovana Republika Mali. Tada je Bamako imao oko 160.000 stanovnika. Tijekom 1960-ih zemlja je postala socijalistička pa je Bamako mjesto sovjetskih investicija.
Moussa Traoré je izveo vojni udar i vladao Malijem 23 godine. Međutim, njegova vladavina bila je obilježena velikim sušama, lošim upravljanjem i problemima s nestašicom hrane.
U kasnim 1980-ima stanovništvo je željelo slobodno tržišno gospodarstvo i višestranačku demokraciju. Dana 22. ožujka 1991. veliki prosvjedni marš u središtu Bamakoa nasilno je prekinut, a prema nekim procjenama ubijeno je oko 300 ljudi. Četiri dana kasnije Traoré je svrgnut vojnim udarom. Comité de Transition pour le Salut du Peupleje bio postavljen na vlast, na čelu s generalom Touréom.

## Zemljopis
Bamako se nalazi na plavnim ravnicama kraj rijeke Niger. Bamako se nalazi na relativno ravnom terenu, osim na sjeveru gdje su uzivisine.
Grad se razvio na sjevernoj strani rijeke, ali je tijekom godina rastao pa su mostovi povezivali sjever s jugom. Prvi od njih je bio Pont des Martyrs i Pont roi fahd.

### Klima
Bamako ima vruću i vlažnu sahelsku klimu. Prema Köppenovoj klasifikaciji Bamako ima tropsku savansku klimu. Prosječna najviša temperatura svaki mjesec je preko 30 stupnjeva Celzijevih, a najtopliji mjeseci su ožujak, travanj i svibanj kad temperatura doseže u prosjeku 39 °C. Rekordna temperatura od 46 stupnjeva Celzijevih zabilježena je u mjesecu svibnju. Tijekom zime oborine su vrlo oskudne, tek s malo kiše od listopada do travnja, što može dovesti do suše između prosinca i veljače. Kišna sezona pojavljuje se preko ljeta u Bamakou, a najviše kiše padne između srpnja i rujna.

## Gradovi prijatelji
- Angers, Francuska (od 1974.)
- Bobo Dioulasso, Burkina Faso
- Dakar, Senegal
- Leipzig, Njemačka
- Rochester, New York, SAD (od 1975.)
- São Paulo, Brazil (od 2000.)

## Vanjske poveznice
|  | Zajednički poslužitelj ima još gradiva o temi Bamako |

- bamako-culture.org (na francuskom)